# Jessica Alonso (deportista)
Jessica Alonso Bernardo (Gijón, Asturias, España, 20 de septiembre de 1983) es una exjugadora española de balonmano.
Es internacional absoluta con la selección española, con la que logró la medalla de bronce en los Juegos Olímpicos de Londres 2012, habiendo jugado 90 partidos internacionales y anotando 194 goles.

## Carrera deportiva
Durante sus seis temporadas en el equipo de Navarra, el SD Itxako, ganó cuatro  Ligas ABF consecutivas en sus últimos tres años, de 2009 a 2012, tres Copas de la Reina, tres SuperCopas de España. En la temporada 2007-08, perdió la final de la Copa EHF, pero un año más tarde conseguirían resarcirse al vencer al Leipzig, anotando 3 goles en el partido de vuelta. Jessica también llegó a la final de la Liga de Campeones de la EHF de 2010-11, y a pesar de que ganaron el partido de vuelta, no pudieron remontar el resultado de la ida, quedando subcampeonas.
En el verano de 2012, fichó por el equipo serbio el RK Zajecar, con el que consigue la liga Serbia y campeón de la Copa. con el que solo estuvo un año, para irse al balonmano francés fichando por el Le Havre AC en 2013.
En Le Havre estuvo dos temporadas quedando la primera de ellas en tercera posición de la liga Francesa.
En la temporada 2015-16 ficha por el equipo francés de Besançon quedando en quinta posición.
Tras esta temporada se retira del balonmano profesional y en la actualidad forma parte del cuerpo técnico de la selección española de balonmano ejerciendo funciones como delegada.

## Trayectoria
- SD Itxako (2006-2012)
- RK Zajecar (2012-2013)
- Le Havre AC (2013-2015)
- Besaçon (2015-2016)

## Palmarés

### SD Itxako
- Liga ABF  (2010, 2011 y 2012)
- Copa de la Reina  (2010, 2011 y 2012)
- Copa EHF  (2009)
- Supercopa de España  (2010 y 2011)

### RK Zajecar
- Liga de Serbia (2013)
- Copa de Serbia (2013)

### Selección nacional

#### Campeonato del Mundo
- Medalla de bronce en el Campeonato del Mundo de 2011

#### Campeonato de Europa
- Medalla de plata en el Campeonato de Europa de 2008

#### Juegos Olímpicos
- Medalla de bronce en los Juegos Olímpicos de 2012

## Curiosidades
El Ayuntamiento de Gijón le puso su nombre en 2013 a la pista deportiva cubierta del Colegio Lloréu, donde cursó sus estudios de Primaria.